# Matej Mitrović
Matej Mitrović, né le 10 novembre 1993 à Požega, est un footballeur international croate évoluant au poste de défenseur centre à Al-Ahli SC.

## Biographie

### En club

#### Beşiktaş (depuis 2017)
Le 5 janvier 2017, Mitrović s'engage en faveur du club turque de Beşiktaş pour la somme de 4,2 millions d'euros. Son contrat s'étend jusqu'en 2020. Le 19 janvier 2017, Mitrović fait ses débuts en Turquie lors d'un match de Coupe où il est titulaire.

### En équipe nationale
Il fait ses débuts avec la sélection nationale de son pays le 12 novembre 2014 lors d'un match amical face à l'Argentine en remplaçant Marko Lešković (en) à la 84e minute.
Alors qu'il avait été sélectionné pour une liste provisoire de 24 joueurs, Mitrovic n'est finalement pas retenu par Zlatko Dalić dans l'effectif croate allant à la Coupe du Monde 2018.

## Palmarès
- Championnat de Turquie : 2017
- Championnat de Croatie : 2017
- Supercoupe de Belgique : 2018